# É Dez, É Cem, É Mil
É Dez, É Cem, É Mil é o oitavo álbum da dupla brasileira de música sertaneja Rick & Renner, lançado em 2001 pela gravadora Warner Music. O CD traz os sucessos "O Amor e Eu", "É Dez, É Cem, É Mil" e "Filha", que Rick fez em homenagem à sua filha Mônica para celebrar seus 15 anos de idade completos no ano anterior.

## Faixas
| N.º | Título                 | Compositor(es)              | Duração |  |
| 1.  | "É Dez, É Cem, É Mil"  | Lucimar / Monalisa          | 4:45    |  |
| 2.  | "Chamei Seu Nome"      | Rick / Elias Muniz          | 4:42    |  |
| 3.  | "O Amor e Eu"          | Tivas / Zequinha Rodrigues  | 4:28    |  |
| 4.  | "Relax"                | Lucimar / Peninha           | 4:21    |  |
| 5.  | "Fica Amor, Tá Cedo"   | Rick                        | 3:31    |  |
| 6.  | "Não Choro Mais"       | Rick / Pinocchio            | 3:35    |  |
| 7.  | "Cachaça"              | Waldir Luz / Neldon Farias  | 3:21    |  |
| 8.  | "Sem Direção"          | Zé Henrique/Carlos Eduardo  | 4:13    |  |
| 9.  | "Se Você Não Voltar"   | Chico Amado                 | 3:39    |  |
| 10. | "Sentimento Alado"     | Lucimar / Monalisa          | 3:59    |  |
| 11. | "Escolta de Vagalumes" | Luis Carlos Garcia / Zezety | 3:58    |  |
| 12. | "Prazer e Adeus"       | Cezar / Leal                | 3:58    |  |
| 13. | "Minha Luz"            | Lucimar                     | 3:40    |  |
| 14. | "Filha"                | Rick                        | 4:30    |  |

## Certificações
| País          | Certificação | Data | Certificado de vendas |
| ------------- | ------------ | ---- | --------------------- |
| Brasil - ABPD | Ouro         | 2001 | 100.000               |